# Монтейру, Луиш
Луиш Алвеш Монтейру (порт. Luís Alves Monteiro, 26 ноября 1961, Лоренсу-Маркиш, Мозамбик) — португальский пятиборец. Участник летних Олимпийских игр 1984 года.

## Биография
Луиш Монтейру родился 26 ноября 1961 года в мозамбикском городе Лоренсу-Маркиш (сейчас Мапуту).
Выступал в соревнованиях по современному пятиборью за португальский «Спортинг» из Лиссабона.
В 1984 году вошёл в состав сборной Португалии на летних Олимпийских играх в Лос-Анджелесе. В личных соревнованиях занял 43-е место, набрав 4332 очка и уступив 1137 очков победителю Даниэле Масале из Италии. В командном зачёте сборная Португалии, за которую также выступали Роберту Дуран и Мануэл Баррозу, заняла предпоследнее, 16-е место, набрав 12 738 очков и уступив 3322 очка завоевавшей золото сборной Италии.
В декабре 2020 года избран президентом Ассоциации олимпийских спортсменов Португалии. Он будет занимать этот пост в 2021—2024 годах и ставит цель создать базу данных спортсменов и сделать так, чтобы их заслуги ценили по достоинству.